# Estación 5 Pinos
5 Pinos (también conocida como Cinco Pinos) es una estación ferroviaria perteneciente a Tren Nos-Estación Central. Está ubicada en avenida Portales con Torres del Paine en la comuna de San Bernardo. Fue inaugurada el 17 de marzo de 2017.

## Historia
Aunque la ampliación y construcción de las mejoras de la estructura ferroviaria entre la ciudad de Santiago y Rancagua se anunciaron en el año 2012, no fue sino hasta 2014 que se anunció la construcción de esta estación. En 2015 la construcción de esta estación presentaba retrasos; y las obras no estuvieron terminadas sino hasta 2016.
Esta estación posee un andén con dos plataformas en superficie en medio de las dos líneas por las que transitan la ruta de ida y regreso del servicio del metrotrén; además de dos líneas que no tienen parada en la estación, por las que transitan los otros servicios de EFE Central y transporte de carga. El resto de las instalaciones se encuentran bajo tierra, donde se conecta con el andén por medio de escaleras.
Esta estación se encuentra próxima a El Canelo de Nos, el Mall Plaza Sur y el Parque Cementerio Jardín Sacramental.[cita requerida]

## Conexión con Red Metropolitana de Movilidad
El ingreso a la estación es por medio de torniquetes, utilizando el sistema integrado de la tarjeta bip.
La estación posee 6 paraderos de la Red Metropolitana de Movilidad en sus alrededores, los cuales corresponden a:
| Paradero/ Código                                  | Recorridos |
| ------------------------------------------------- | --- |
| Parada 1 / Estación 5 Pinos (PG730)               | 211 (La Florida) - G02 (Catemito) - G07 (San Francisco) - G08v (Metro La Cisterna) - G37 (Estación San Bernardo) - G38 (Metro Hospital El Pino) - G46 (General Urrutia)           |
| Parada 2 / Estación 5 Pinos (PG699)               | 211 (Nos) - G02 (Puente Los Morros) - G07 (Lo Herrera) - G08v (Nos) - G37 (El Romeral) - G38 (Mall Plaza Sur) - G46 (La Estancilla de Nos)                                        |
| Parada 3 / Estación 5 Pinos (PG731)               | 211 (La Florida) - G02 (Plaza San Bernardo) - G07 (San Francisco) - G08v (Metro La Cisterna) - G37 (Estación San Bernardo) - G38 (Metro Hospital El Pino) - G46 (General Urrutia) |
| Parada 4 / Estación 5 Pinos (PG698)               | 211 (Nos) - G02 (Puente Los Morros) - G07 (Lo Herrera) - G08v (Nos) - G37 (El Romeral) - G38 (Mall Plaza Sur) - G46 (La Estancilla de Nos)                                        |
| Rinconada de Nos / esq. Portales Oriente (PG1453) | 211c (Metro La Cisterna) - 262n (Metro Macul) - G22 (Metro La Cisterna) - G38 (Mall Plaza Sur)                                                                                    |
| Rinconada de Nos / esq. Pasaje 4 (PG1456)         | 211c (Fin de recorrido) - 262n (Fin de recorido) - G22 (Fin de recorrido) - G38 (Metro Hospital El Pino)                                                                          |